# Brundlund
Zamek Brundlund (duń. Brundlund slot, niem. Schloss Brundlund) – piętnastowieczny zamek znajdujący się w centrum miejscowości Aabenraa w Danii. Obecnie mieści się w nim muzeum sztuki. Wewnątrz zamku można podziwiać zmieniające się wystawy artystów Południowej Jutlandii, którzy przyczynili się do odnowy duńskiej sztuki. Niektórzy odcisnęli nawet swój ślad na europejskiej historii sztuki.

## Historia
Zamek Brundlund został zbudowany za czasów panowania królowej Małgorzaty I. W XVI wieku został przebudowany na pałac w stylu renesansowym. Był wielokrotnie rozbudowywany, ostatnio w latach 1805–1807, a w 1985 roku został całkowicie odrestaurowany. W 1998 roku został otwarty jako muzeum sztuki obejmujące sztukę duńską od XVIII wieku do współczesności. Muzeum Sztuki Zamku Brundlund posiada zbiory różnorodnych obrazów, rzeźb i grafik.

## Układ zamku
Zamek jest otoczony fosą. Brundlund charakteryzuje się pięknym ogrodem zamkowym, w którym znajduje się wiele rzeźb. Ogród pełni funkcję parku i mieści się tuż obok rzeki Mølleå, która ze względu na faunę (kaczki) jest bardzo popularna latem.
Budynek zamkowy składa się z prostopadłościennego korpusu, który z trzech stron jest otoczony basztami; w dwóch z nich mieszczą się salony, natomiast południowo-zachodnia baszta pełni funkcję wieży schodowej. Po wschodniej stronie budynku znajduje się przedbramie, które połączone jest od północy wałem z aleją na „stałym lądzie”; usytuowany jest tu jeden z najstarszych zachowanych młynów wodnych w Danii. Zamek nie posiada wielu dekoracji architektonicznych; jedynie fasady od strony ogrodu podkreśla prosta kolumnada z kolumnami w stylu doryckim.